# Terpna decorata
Terpna decorata är en fjärilsart som beskrevs av W. Warren 1894. Terpna decorata ingår i släktet Terpna och familjen mätare. Inga underarter finns listade i Catalogue of Life.